# Zdravljenje s kisikom
Trajno zdravljenje s kisikom na domu ali TZKD je oblika zdravljenja oseb s kronično respiracijsko insufienco zaradi kronično obstruktivne bolezni (KOPB), z dolgotrajno respiratorno boleznijo s stalno hipoksemijo, pri napredovalnem pljučnem raku, pri mlajših od 15 let z dolgotrajno respiratorno boleznijo in osebah s spremljajočo hipoksijo, ki dokazano izboljša kakovost življenja in podaljša preživetje.
Zdravljenje poteka v domačem okolju, s pomočjo koncentratorja, ki osebi preko katetra ali maske dovaja kisik, 17 do 24 ur na dan. Odvisno od potreb osebe in stopnje bolezni. Osebe imajo lahko doma jeklenko tekočega kisika, na katero so priklopljene neposredno ali pa uporabljajo prenosno enoto, ki jih pri gibanju ne ovira.
TZKD zmanjšuje občutek dušenja, poveča psihično zmogljivost, zmanjša potrebo po obiskih zdravnika, povečuje telesno zmogljivost ter preprečuje okvare na drugih organih, katere nastanejo zaradi pomanjkanja kisika.

## Anatomija dihalne poti
Dihanje je osnovni življenjski proces vsakega živega bitja. Dihalna pot se deli na zgornjo in spodnjo dihalno pot. Zgornjo dihalno pot sestavljajo nos in nosna votlina, usta z ustno votlino, žrelo in grlo. Spodnja dihalna pot pa sestoji iz sapnika, ki se cepi v dve glavni sapnici, respiratornih bronhiolov in alveolarnih vodov s pljučnimi mešički, kjer poteka izmenjava plinov.
Med dihanjem vstopi zrak skozi nos v nosno votlino, kjer se navlaži, segreje in očisti. Usta predstavljajo alternativno pot za vstop zraka v dihalno pot. Zrak potuje naprej skozi žrelo do grla. Grlo je glavni organ za fonacijo, saj se v njegovi notranjosti nahajati glasilki, ki oblikujeta glas. Spodnji del grla postopoma prehaja v sapnik. Sapnik je elastična, cilindrično oblikovana cev, ki se začne v višini šestega vratnega vretenca in sega do četrtega prsnega vretenca. Oporo mu dajejo podkvasto oblikovani hrustanci, ki preprečujejo kolaps dihalne poti med vdihom. Sapnik se na koncu deli na desno in levo sapnico oz. bronh. Vsak bronh se cepi na več bronhiolov, ki oskrbujejo vsak svoj pljučni reženj. Cepiči bronhiolov so dihalni bronhioli, ki se nadaljujejo v številne pljučne mešičke oz. alveole, kjer poteka izmenjava dihalnih plinov.

## Indikacije in kontraindikacije za zdravljenje s TZKD
Zavod za zdravstveno zavarovanje Slovenije zagotavlja zdravljenje s kisikom osebam, ki izpolnjujejo določene kriterije in se zdravijo zaradi kronične respiracijske insuficience s stalnimi dihalnimi težavami. Merilo za uvedbo TZKD je klinična diagnoza kronične pljučne bolezni s kronično hipoksemijo:
- Delni tlak kisika pod 7,3 kPa pri osebi v stabilnem stanju,
- Delni tlak kisika med 7,3 kPa in 8,0 kPa pri osebi, ki ima že prisotne posledice kronične hipoksemije (pljučna hipertenzija, policitemija s hematokritom nad 55%).[6]

Trajno zdravljenje s kisikom na domu je najpogosteje indicirano osebam s KOPB. Čedalje bolj se uporablja pri osebah v terminalni fazi bolezni raka pljuč.
Zdravstveno vzgojno delo zahteva aktivno in zavzeto osebo, ki bo s pomočjo patronažne medicinske sestre zmanjšala število poslabšanj bolezni in kljub kisiku živela kakovostno življenje.
Pri osebah, kjer ni moč zagotoviti redne zavzetosti za zdravljenje in sodelovanja, je zato zdravljenje s TZKD kontraindicirano. To so kadilci, ki kljub napredovanju bolezni ne prenehajo kaditi, alkoholiki, duševno spremenjene osebe in osebe, ki nimajo ustreznih bivanjskih razmer.